# Amplituedro

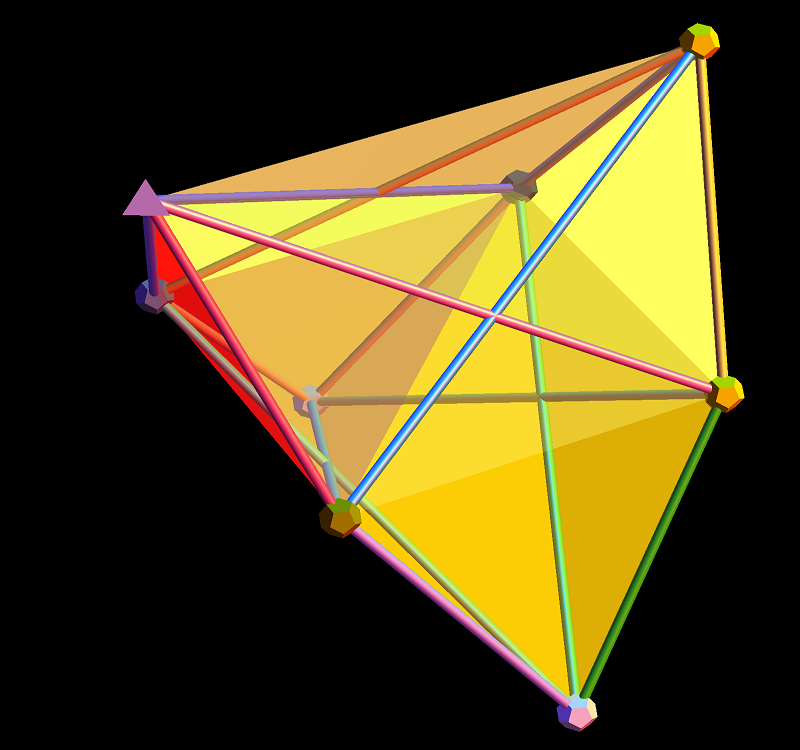
Visualizzazione di un amplituedro.

Un amplituedro è una struttura geometrica introdotta nel 2013 da Nima Arkani-Hamed e Jaroslav Trnka che consente di semplificare i calcoli delle interazioni fra particelle in alcune varianti di teorie quantistiche dei campi.
La teoria dell'amplituedro sfida la nozione secondo la quale località e unitarietà nello spaziotempo siano componenti necessari nei modelli d'interazione tra particelle. Questi invece vengono trattati come proprietà emergenti  da un fenomeno sottostante.